# Saint-Félix-de-l'Héras
Pour les articles homonymes, voir Heras.
Saint-Félix-de-l'Héras (en occitan Sant Feliç de Leraç) est une commune française située dans le nord du département de l'Hérault, en région Occitanie.
Exposée à un climat de montagne, elle est drainée par la Lergue et par divers autres petits cours d'eau. La commune possède un patrimoine naturel remarquable : un site Natura 2000 (le « causse du Larzac ») et trois zones naturelles d'intérêt écologique, faunistique et floristique.
Saint-Félix-de-l'Héras est une commune rurale qui compte 32 habitants en 2022, après avoir connu un pic de population de 176 habitants en 1866.
Ses habitants sont appelés les Félissois.

## Géographie

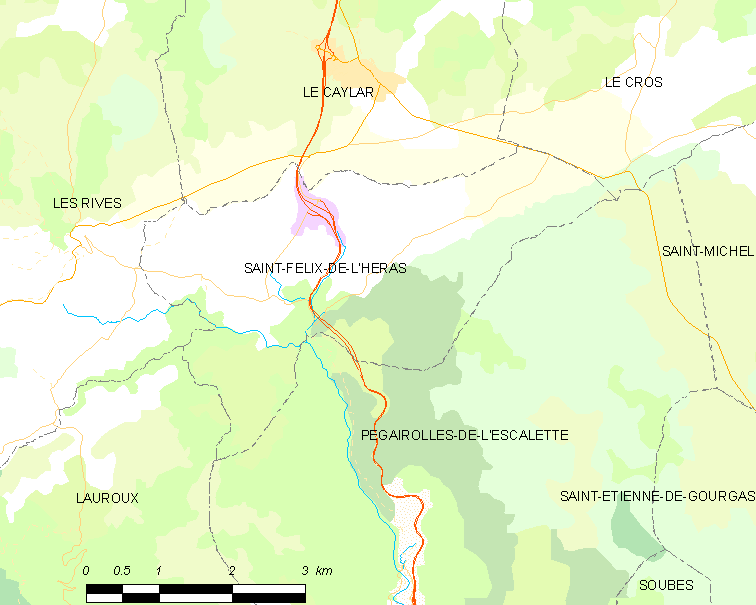
Carte

La commune est située à 15 kilomètres au nord de Lodève. Elle est traversée par l'autoroute A75 (ancienne route nationale 9) reliant Clermont-Ferrand (270 km) à Béziers (80 km).

Le Pas de l'Escalette est situé sur la commune.

### Communes limitrophes
|           | Le Caylar                  | Le Cros |
| Les Rives | Saint-Félix-de-l'Héras     |         |
| Lauroux   | Pégairolles-de-l'Escalette |         |

### Climat
Pour des articles plus généraux, voir Climat de l'Occitanie et Climat de l'Hérault.
En 2010, le climat de la commune est de type climat des marges montargnardes, selon une étude s'appuyant sur une série de données couvrant la période 1971-2000. En 2020, Météo-France publie une typologie des climats de la France métropolitaine dans laquelle la commune est exposée à un climat méditerranéen et est dans une zone de transition entre les régions climatiques « Provence, Languedoc-Roussillon » et « Sud-est du Massif Central ».
Pour la période 1971-2000, la température annuelle moyenne est de 10,5 °C, avec une amplitude thermique annuelle de 15,5 °C. Le cumul annuel moyen de précipitations est de 1 180 mm, avec 9,9 jours de précipitations en janvier et 3,9 jours en juillet. Pour la période 1991-2020, la température moyenne annuelle observée sur la station météorologique la plus proche, située sur la commune du Caylar à 3 km à vol d'oiseau, est de 10,7 °C et le cumul annuel moyen de précipitations est de 1 161,1 mm,. Pour l'avenir, les paramètres climatiques de la commune estimés pour 2050 selon différents scénarios d'émission de gaz à effet de serre sont consultables sur un site dédié publié par Météo-France en novembre 2022.

### Milieux naturels et biodiversité

#### Réseau Natura 2000

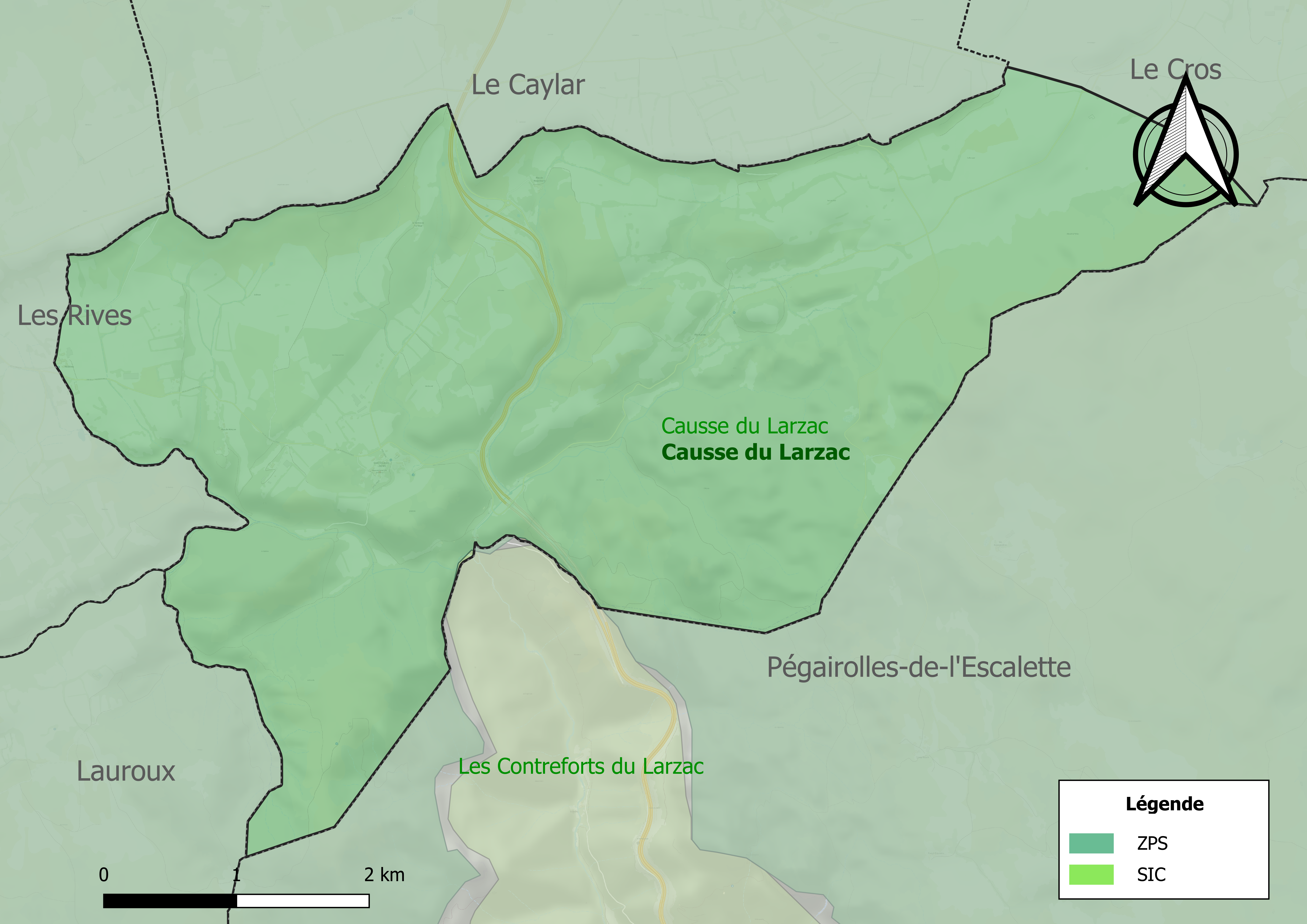
Sites Natura 2000 sur le territoire communal.

Le réseau Natura 2000 est un réseau écologique européen de sites naturels d'intérêt écologique élaboré à partir des directives habitats et oiseaux, constitué de zones spéciales de conservation (ZSC) et de zones de protection spéciale (ZPS).
Un site Natura 2000 est défini sur la commune tant au titre de la directive oiseaux, que de la directive habitats, le « causse du Larzac ». D'une superficie de 29 556 ha, il fait partie des causses méridionaux, un ensemble régional original unique en Europe. Il est le plus grand ensemble de formations herbeuses sèches semi-naturelles en France et abrite un grand nombre d’espèces endémiques. Ce site abrite 17 espèces d'oiseaux d'intérêt communautaire pour la plupart liées pour leur reproduction et/ou leur alimentation aux milieux ouverts (dont le Bruant ortolan, le Pipit rousseline, l'Alouette lulu, la Pie-grièche écorcheur, etc… en effectifs bien représentées par rapport à la moyenne nationale),.

#### Zones naturelles d'intérêt écologique, faunistique et floristique
L’inventaire des zones naturelles d'intérêt écologique, faunistique et floristique (ZNIEFF) a pour objectif de réaliser une couverture des zones les plus intéressantes sur le plan écologique, essentiellement dans la perspective d’améliorer la connaissance du patrimoine naturel national et de fournir aux différents décideurs un outil d’aide à la prise en compte de l’environnement dans l’aménagement du territoire.
Deux ZNIEFF de type 1 sont recensées sur la commune :
le « chaos dolomitique de Camp-Rouch » (1 514 ha), couvrant 3 communes du département et 
le « chaos dolomitique de Lauroux » (1 309 ha), couvrant 4 communes du département
et une ZNIEFF de type 2, : 
le « causse et contreforts du Larzac et montagne de la Séranne » (44 035 ha), couvrant 33 communes dont une dans l'Aveyron, deux dans le Gard et 30 dans l'Hérault.

Carte des ZNIEFF de type 1 et 2 à Saint-Félix-de-l'Héras.
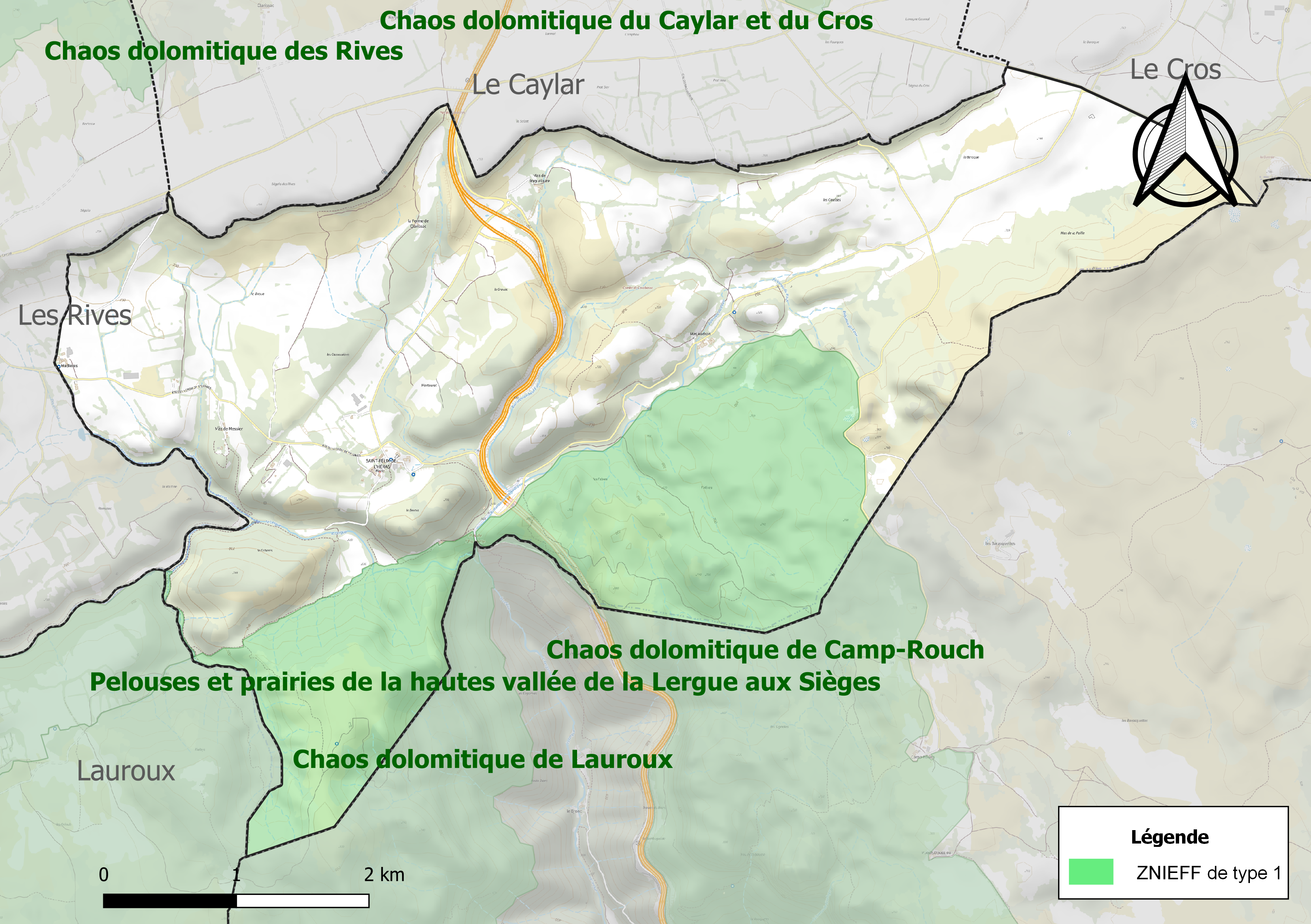
Carte des ZNIEFF de type 1 sur la commune.
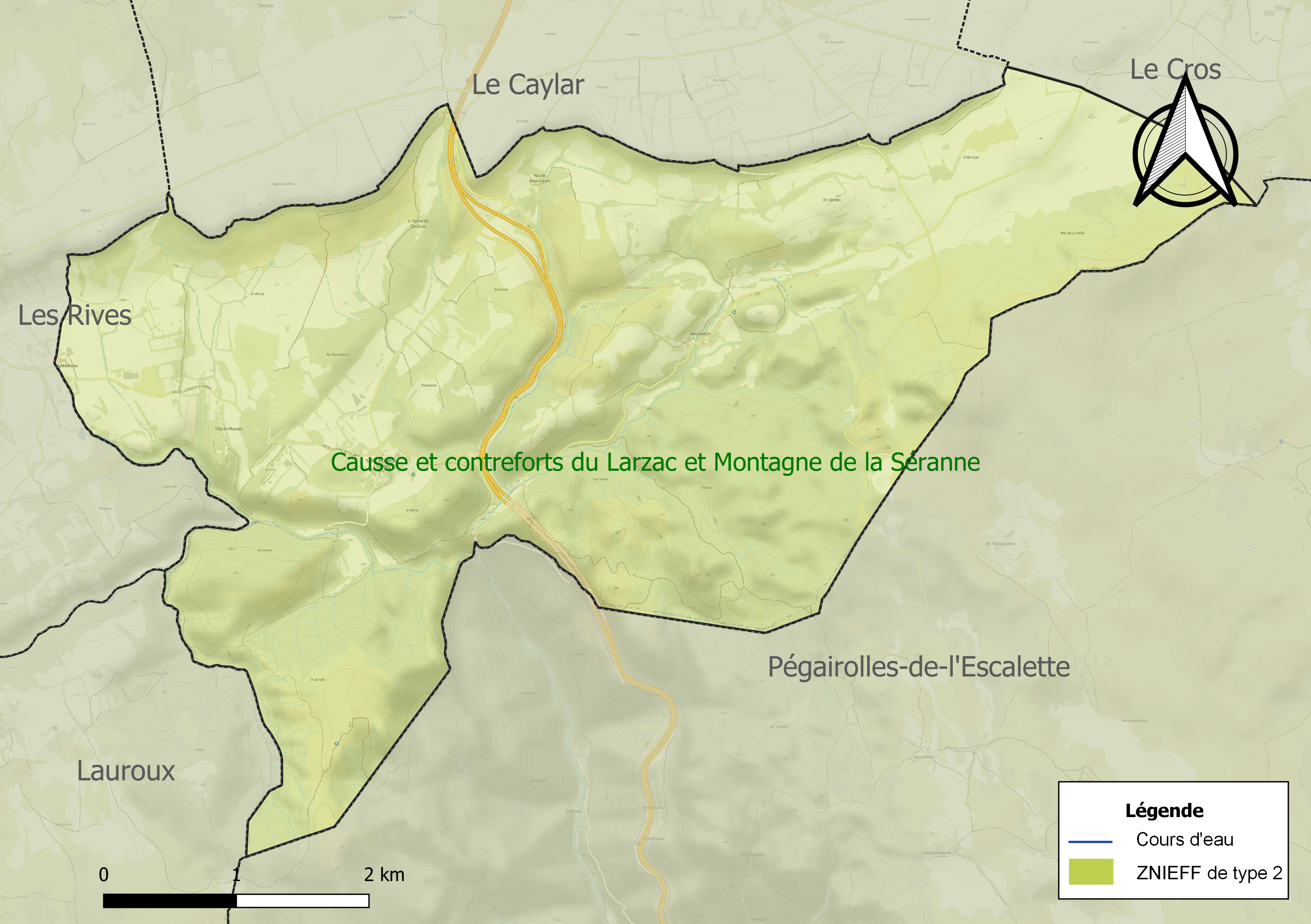
Carte de la ZNIEFF de type 2 sur la commune.

## Urbanisme

### Typologie
Au 1er janvier 2024, Saint-Félix-de-l'Héras est catégorisée commune rurale à habitat très dispersé, selon la nouvelle grille communale de densité à sept niveaux définie par l'Insee en 2022.
Elle est située hors unité urbaine et hors attraction des villes,.

### Occupation des sols
L'occupation des sols de la commune, telle qu'elle ressort de la base de données européenne d’occupation biophysique des sols Corine Land Cover (CLC), est marquée par l'importance des territoires agricoles (53,3 % en 2018), en diminution par rapport à 1990 (56 %). La répartition détaillée en 2018 est la suivante : 
prairies (28,5 %), milieux à végétation arbustive et/ou herbacée (23,4 %), forêts (20,6 %), zones agricoles hétérogènes (16,3 %), terres arables (8,6 %), zones industrielles ou commerciales et réseaux de communication (2,7 %). L'évolution de l’occupation des sols de la commune et de ses infrastructures peut être observée sur les différentes représentations cartographiques du territoire : la carte de Cassini (XVIIIe siècle), la carte d'état-major (1820-1866) et les cartes ou photos aériennes de l'IGN pour la période actuelle (1950 à aujourd'hui).

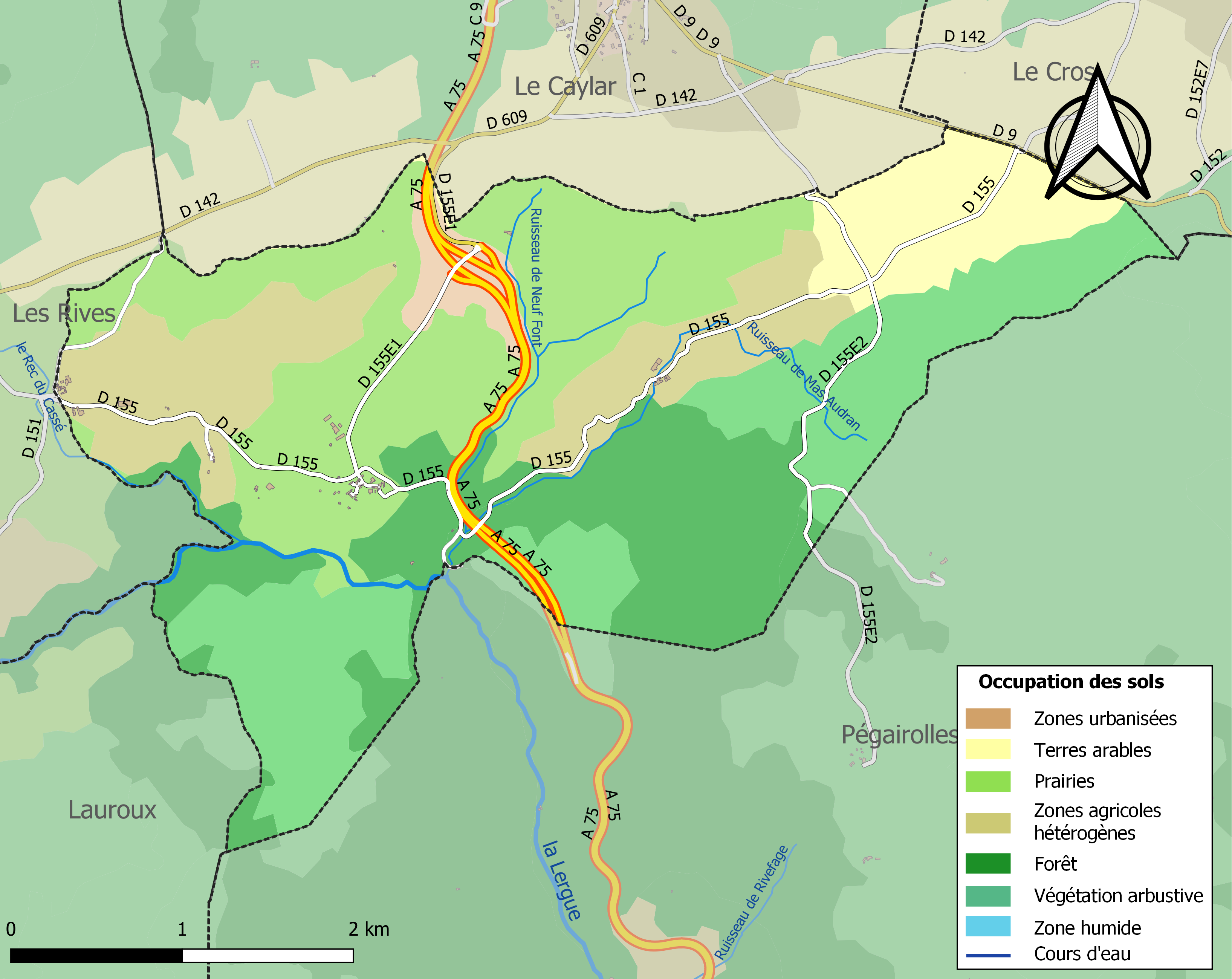
Carte des infrastructures et de l'occupation des sols de la commune en 2018 (CLC).

### Risques majeurs
Le territoire de la commune de Saint-Félix-de-l'Héras est vulnérable à différents aléas naturels : météorologiques (tempête, orage, neige, grand froid, canicule ou sécheresse), inondations et séisme (sismicité très faible). Il est également exposé à un risque technologique,  le transport de matières dangereuses, et à un risque particulier : le risque de radon. Un site publié par le BRGM permet d'évaluer simplement et rapidement les risques d'un bien localisé soit par son adresse soit par le numéro de sa parcelle.

#### Risques naturels
Certaines parties du territoire communal sont susceptibles d’être affectées par le risque d’inondation par débordement de cours d'eau, notamment la Lergue. La commune a été reconnue en état de catastrophe naturelle au titre des dommages causés par les inondations et coulées de boue survenues en 1982, 1992, 2014 et 2015,.
Saint-Félix-de-l'Héras est exposée au risque de feu de forêt du fait de la présence sur son territoire. Un plan départemental de protection des forêts contre les incendies (PDPFCI) a été approuvé en juin 2013 et court jusqu'en 2022, où il doit être renouvelé. Les mesures individuelles de prévention contre les incendies sont précisées par deux arrêtés préfectoraux et s’appliquent dans les zones exposées aux incendies de forêt et à moins de 200 mètres de celles-ci. L’arrêté du 25 avril 2002 réglemente l'emploi du feu en interdisant notamment d’apporter du feu, de fumer et de jeter des mégots de cigarette dans les espaces sensibles et sur les voies qui les traversent sous peine de sanctions. L'arrêté du 11 mars 2013 rend le débroussaillement obligatoire, incombant au propriétaire ou ayant droit,.

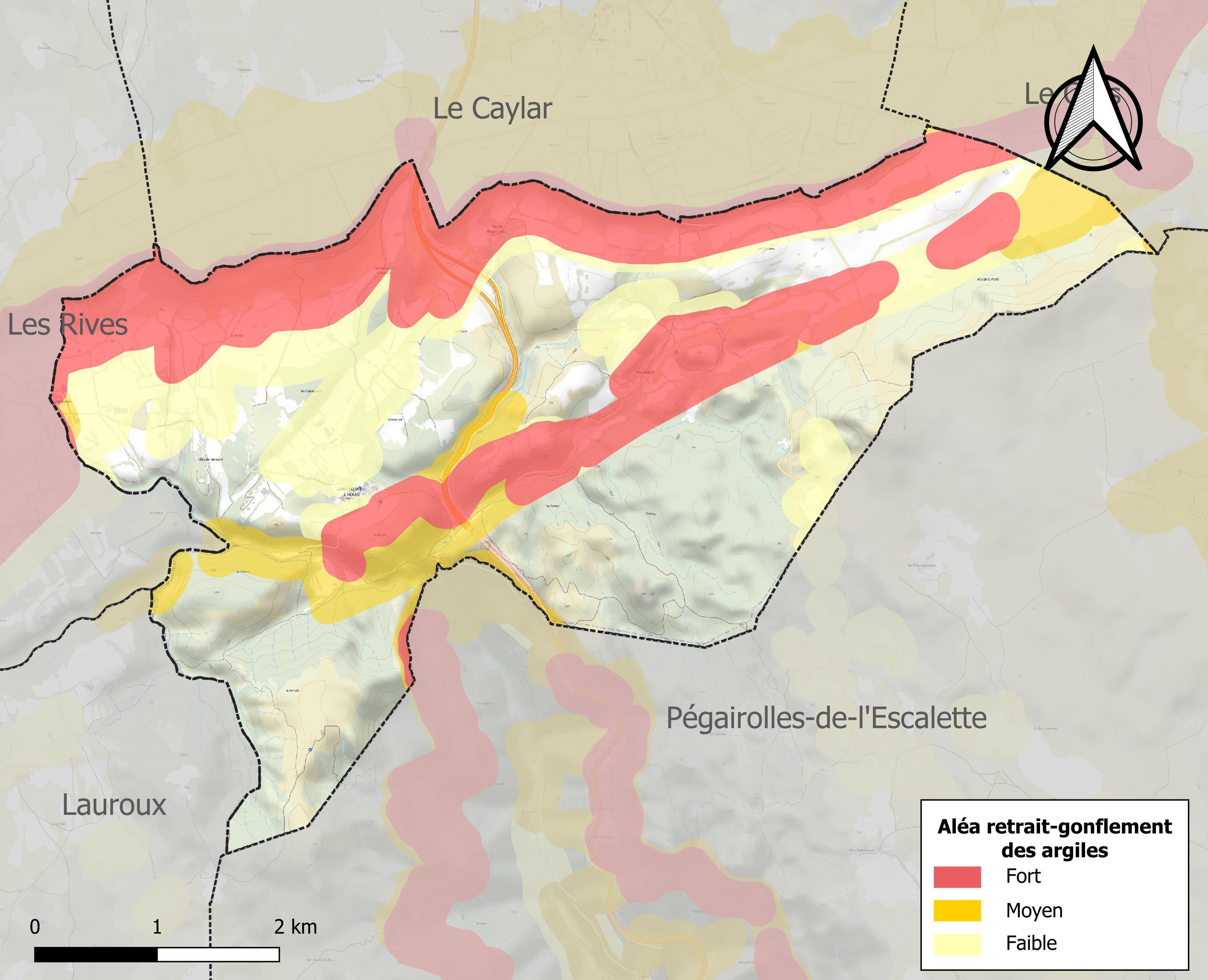
Carte des zones d'aléa retrait-gonflement des sols argileux de Saint-Félix-de-l'Héras.

Le retrait-gonflement des sols argileux est susceptible d'engendrer des dommages importants aux bâtiments en cas d’alternance de périodes de sécheresse et de pluie. 36,7 % de la superficie communale est en aléa moyen ou fort (59,3 % au niveau départemental et 48,5 % au niveau national). Sur les 32 bâtiments dénombrés sur la commune en 2019, 10 sont en aléa moyen ou fort, soit 31 %, à comparer aux 85 % au niveau départemental et 54 % au niveau national. Une cartographie de l'exposition du territoire national au retrait gonflement des sols argileux est disponible sur le site du BRGM,.
Par ailleurs, afin de mieux appréhender le risque d’affaissement de terrain, l'inventaire national des cavités souterraines permet de localiser celles situées sur la commune.

#### Risques technologiques
Le risque de transport de matières dangereuses sur la commune est lié à sa traversée par des infrastructures routières ou ferroviaires importantes ou la présence d'une canalisation de transport d'hydrocarbures. Un accident se produisant sur de telles infrastructures est susceptible d’avoir des effets graves sur les biens, les personnes ou l'environnement, selon la nature du matériau transporté. Des dispositions d’urbanisme peuvent être préconisées en conséquence.

#### Risque particulier
Dans plusieurs parties du territoire national, le radon, accumulé dans certains logements ou autres locaux, peut constituer une source significative d’exposition de la population aux rayonnements ionisants. Certaines communes du département sont concernées par le risque radon à un niveau plus ou moins élevé. Selon la classification de 2018, la commune de Saint-Félix-de-l'Héras est classée en zone 2, à savoir zone à potentiel radon faible mais sur lesquelles des facteurs géologiques particuliers peuvent faciliter le transfert du radon vers les bâtiments.

## Toponymie
La commune a été connue sous les variantes : castrum de Leras (1145), de Leraz (1157), de Leracio (1162), Leras (1210).
Le nom L'Héras dérive sans doute de celui d'un radical pré-indo-européen Ler-(voir Revue Internationale d'Onomastique V).

## Histoire
Saint-Félix-de-l'Héras tirerait son nom d'un ancien château à 1 km à l'est du village, le château de Léras, mentionné en 1145 sous le nom castrum de Leras,.
Au cours de la Révolution française, la commune porte provisoirement le nom de L'Héras.

## Politique et administration
| Période   | Période   | Identité          | Étiquette | Qualité       |
| --------- | --------- | ----------------- | --------- | ------------- |
| 1904      | 1929      | Dieudonné Alleman |           |               |
| 1947      | 1953      | Etienne Barral    |           |               |
| 1953      | 1971      | Roger Donnaville  |           |               |
| 1971      | 1983      | Emile Olivier     |           |               |
| 1983      | mars 2001 | Régis Teisserenc  | DVD       |               |
| mars 2001 | mars 2008 | Guy Bernardou     |           |               |
| mars 2008 | mars 2014 | Philippe Olivier  |           |               |
| mars 2014 | En cours  | Françoise Olivier | SE        | Fonctionnaire |

## Démographie
L'évolution du nombre d'habitants est connue à travers les recensements de la population effectués dans la commune depuis 1793. Pour les communes de moins de 10 000 habitants, une enquête de recensement portant sur toute la population est réalisée tous les cinq ans, les populations de référence des années intermédiaires étant quant à elles estimées par interpolation ou extrapolation. Pour la commune, le premier recensement exhaustif entrant dans le cadre du nouveau dispositif a été réalisé en 2006.

En 2022, la commune comptait 32 habitants, en évolution de −8,57 % par rapport à 2016 (Hérault : +7,49 %, France hors Mayotte : +2,11 %).
| 1793 | 1800 | 1806 | 1821 | 1831 | 1836 | 1841 | 1846 | 1851 |
| ---- | ---- | ---- | ---- | ---- | ---- | ---- | ---- | ---- |
| 114  | 102  | 81   | 135  | 69   | 143  | 132  | 123  | 119  |

| 1856 | 1861 | 1866 | 1872 | 1876 | 1881 | 1886 | 1891 | 1896 |
| ---- | ---- | ---- | ---- | ---- | ---- | ---- | ---- | ---- |
| 122  | 124  | 176  | 128  | 108  | 89   | 103  | 84   | 84   |

| 1901 | 1906 | 1911 | 1921 | 1926 | 1931 | 1936 | 1946 | 1954 |
| ---- | ---- | ---- | ---- | ---- | ---- | ---- | ---- | ---- |
| 85   | 82   | 82   | 58   | 52   | 58   | 53   | 52   | 46   |

| 1962 | 1968 | 1975 | 1982 | 1990 | 1999 | 2006 | 2011 | 2016 |
| ---- | ---- | ---- | ---- | ---- | ---- | ---- | ---- | ---- |
| 48   | 45   | 26   | 28   | 35   | 29   | 33   | 34   | 35   |

| 2021 | 2022 | - | - | - | - | - | - | - |
| ---- | ---- | - | - | - | - | - | - | - |
| 33   | 32   | - | - | - | - | - | - | - |

## Économie

### Emploi
|                | 2008   | 2013   | 2018 |
| -------------- | ------ | ------ | ---- |
| Commune        | 5,6 %  | 10,5 % | 0 %  |
| Département    | 10,1 % | 11,9 % | 12 % |
| France entière | 8,3 %  | 10 %   | 10 % |

En 2018, la population âgée de 15 à 64 ans s'élève à 19 personnes, parmi lesquelles on compte 73,7 % d'actifs (73,7 % ayant un emploi et 0 % de chômeurs) et 26,3 % d'inactifs,. Depuis 2008, le taux de chômage communal (au sens du recensement) des 15-64 ans est inférieur à celui de la France et du département.
La commune est hors attraction des villes,. Elle compte 11 emplois en 2018, contre 12 en 2013 et 11 en 2008. Le nombre d'actifs ayant un emploi résidant dans la commune est de 14, soit un indicateur de concentration d'emploi de 78,1 % et un taux d'activité parmi les 15 ans ou plus de 42,4 %.
Sur ces 14 actifs de 15 ans ou plus ayant un emploi, 10 travaillent dans la commune, soit 71 % des habitants. Pour se rendre au travail, 35,7 % des habitants utilisent un véhicule personnel ou de fonction à quatre roues et 64,3 % s'y rendent en deux-roues, à vélo ou à pied.

### Activités hors agriculture
8 établissements sont implantés  à Saint-Félix-de-l'Héras au 31 décembre 2019.
Le secteur de l'industrie manufacturière, des industries extractives et autres est prépondérant sur la commune puisqu'il représente 50 % du nombre total d'établissements de la commune (4 sur les 8 entreprises implantées  à Saint-Félix-de-l'Héras), contre 6,7 % au niveau départemental.

### Agriculture
|               | 1988 | 2000 | 2010 | 2020  |
| ------------- | ---- | ---- | ---- | ----- |
| Exploitations | 59   | 30   | 18   | 3     |
| SAU (ha)      | 272  | 237  | 333  | 1 366 |

La commune est dans le Causses du Larzac, une petite région agricole occupant  une partie du nord du département de l'Hérault. En 2020, l'orientation technico-économique de l'agriculture  sur la commune est l'élevage d'ovins ou de caprins. Trois exploitations agricoles ayant leur siège dans la commune sont dénombrées lors du recensement agricole de 2020 (59 en 1988). La superficie agricole utilisée est de 1 366 ha,,.

## Culture locale et patrimoine

### Lieux et monuments
- Église Saint-Félix de Saint-Félix-de-l'Héras.

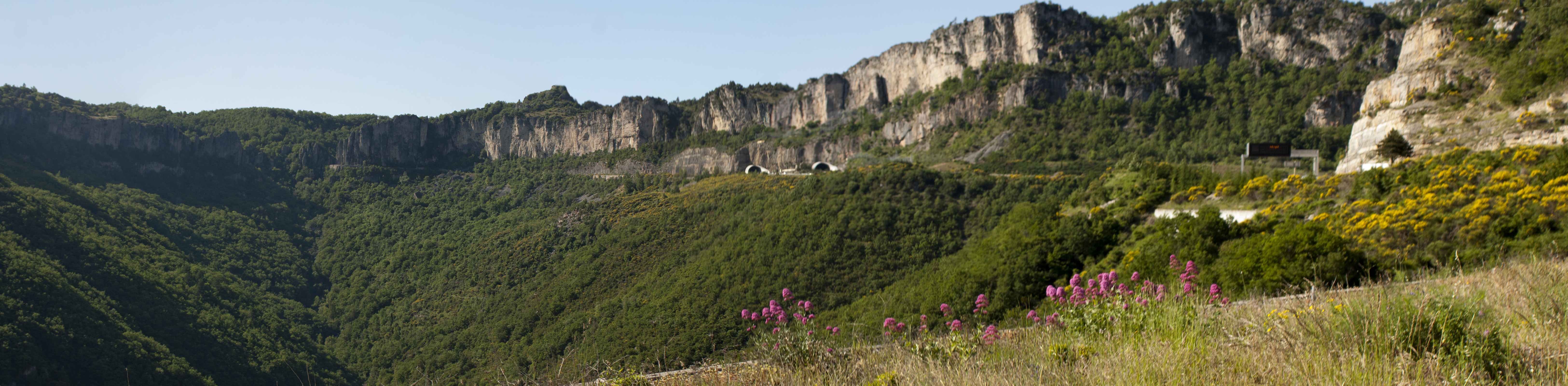
Pas de l'Escalette
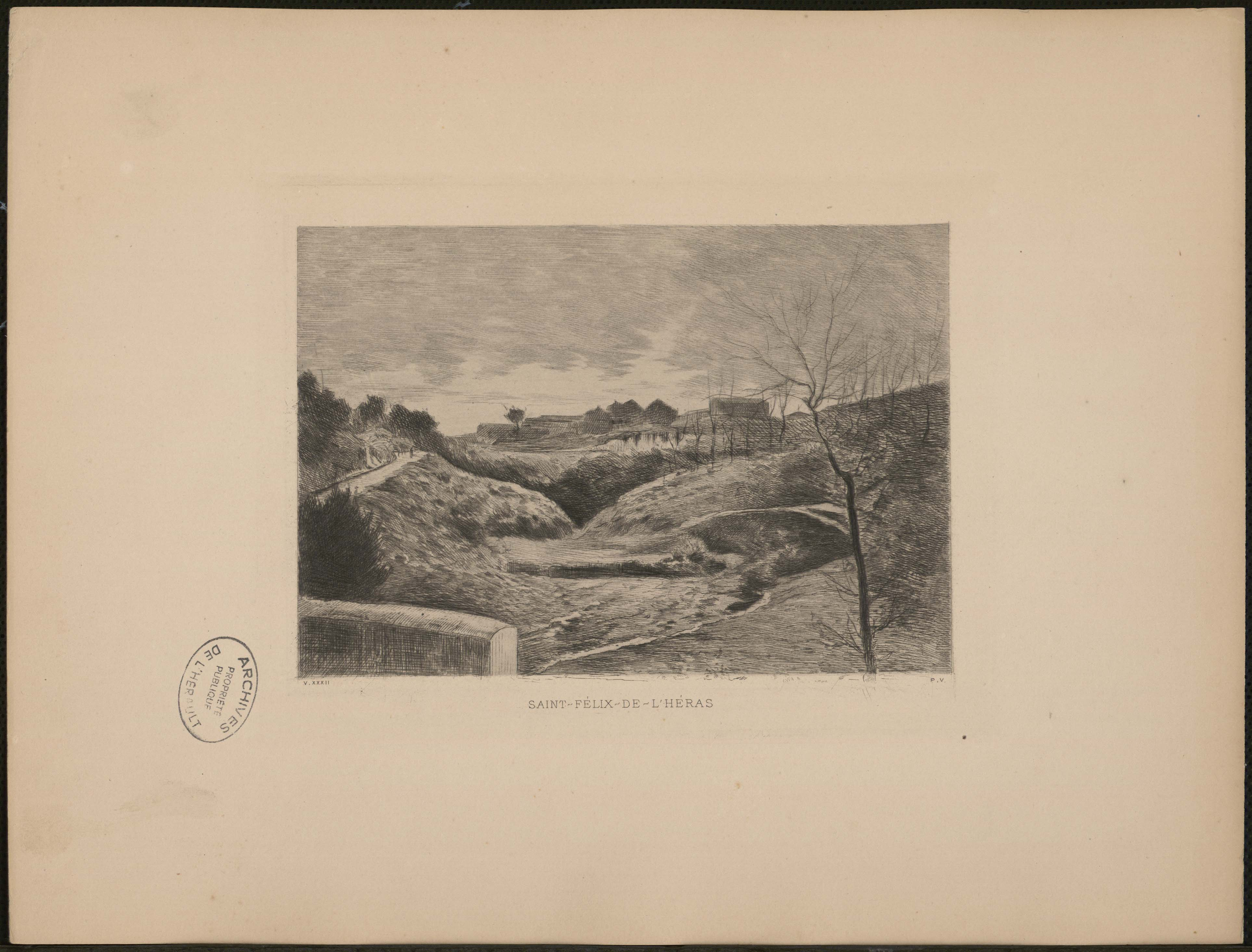
Estampe tirée de "Histoire des communes de l'Hérault" par Albert Fabre (1895)

### Fonds d'archives
- Fonds : Archives communales de Saint-Félix-de-l'Héras (1671-1783) [0,15 ml].  Cote : 253 EDT. Montpellier : Archives départementales de l'Hérault (présentation en ligne).